# Chris Cavanaugh
Christopher Carl (Chris) Cavanaugh (Hialeah, 1 juli 1962) is een Amerikaans zwemmer.

## Biografie
Tijdens de Wereldkampioenschappen zwemmen 1982 won Cavanaugh twee titels met de estafette.
Cavanaugh won tijdens de Olympische Zomerspelen 1984 in eigen land goud op de 4×100 meter vrije slag in een wereldrecord.

## Internationale toernooien
| Jaar | Olympische Spelen | Wereldkampioenschappen                                                                      | Pan-Am                                 |
| ---- | ----------------- | ------------------------------------------------------------------------------------------- | -------------------------------------- |
| 1982 |                   | 4e 100m vrije slag · 4x100m vrije slag · 4x100m wisselslag · Cavanaugh zwom enkel de series |                                        |
| 1983 |                   |                                                                                             | 4e 100m vrije slag · 4x100m vrije slag |
| 1984 | 4x100m vrije slag |                                                                                             |                                        |

1964: Clark, Austin, Ilman, Schollander ·
1968: Zorn, Rerych, Spitz, Walsh ·
1972: Edgar, Murphy, Heidenreich, Spitz ·
1984: Cavanaugh, Heath, Biondi, Gaines ·
1988: Jacobs, Dalbey, Jager, Biondi ·
1992: Hudepohl, Biondi, Jager, Olsen ·
1996: Olsen, Davis, Schumacher, Hall ·
2000: Klim, Fydler, Callus, Thorpe ·
2004: Schoeman, Ferns, Townsend, Neethling ·
2008: Phelps, Weber-Gale, Jones, Lezak ·
2012: Leveaux, Gilot, Lefert, Agnel ·
2016: Dressel, Phelps, Held, Adrian ·
2020: Dressel, Pieroni, Becker, Apple ·
2024: Alexy, Guiliano, Armstrong, Dressel